# 남흥우
남흥우(南興祐, 일본식 이름: 南煒, 영문명:Nam Heung-woo, 1913년 6월 7일 ~ 2012년 10월 6일)는 일제강점기와 대한민국의 법조인·법학자, 한국화가이다. 1939년의 고등문관시험 행정에 합격하여 관료가 되었고, 1943년부터 해방 직후까지 평강군수를 지냈다. 1946년 미군정 주둔 후 법관이 되었다. 1948년 법관을 사퇴하고 변호사를 개업했다가 다시 교편에 몸담기도 했으며, 1952년 이후 부산대학교, 고려대학교 법학과의 조교수와 고려대학교 법학과 교수, 인하대학교 법학과 초빙교수, 고려대 법대 학장, 명예교수, 법무부 정책자문위원 등을 지냈다. 대한민국의 제4대 대통령 윤보선의 큰 사위이다.

## 이력

### 초기 활동
후에 대한민국 제4대 대통령을 지낸 윤보선과 그의 본부인 여흥민씨의 딸 윤완구와 결혼하였다. 1933년 경성제국대학 예과에 입학하고 이듬해 경성제국대학 법학과(서울대학교 법학과의 전신)에 입학하여 형법학을 전공하였다. 한편으로 화가인 김원을 찾아가 그에게 그림을 배웠다. 그러나 그는 법학도로 나갔고, 1997년에 전시회를 열기도 했다.
1939년 3월 경성제국대학 법과대학을 졸업하였다. 1939년의 고등문관시험 행정과에 응시, 그해 10월에 합격하였다. 1941년 황해도청 고등문관 견습으로 보임되었고 1943년 평강군수로 광복 이후까지 근무하였다. 1946년 1월 미군정청 법무부 법무관이 되어 법무관, 검사 등을 지내다가, 1948년 정부 수립 뒤에도 대한민국 법무부에 2개월간 근무하였다.

### 해방 이후 활동
1948년 10월 법무관을 사퇴하고 변호사가 되었으며, 1952년 4월 부산대학교 법학과 조교수와 고려대학교 조교수를 역임했다.
1952년 다시 변호사를 개업했다가 그해 부산대학교 법학과 교수가 되었다. 1953년 10월 고려대학교 법학과 조교수가 되었으며 그 뒤 고려대학교 법학과 부교수와 교수, 인하대학교 법학과 초빙교수 등을 거쳐 1972년 고려대학교 법과대학 학장을 역임했고 술과 담배를 끊기도 했다. 1960년부터 13년간 겸임 고등고시 출제위원을 맡기도 했다. 1970년 4월 서울변호사회 문화공보위원장이 되고 1974년 한국법학원 이사에 피선되었다. 정년 퇴직 후 1978년 8월 고려대학교 법과대학 명예교수에 선임되었고, 1978년 4월 대한민국 학술원 회원이 되었다. 1980년 9월 인하대학교 법학과 초빙교수가 되었으나 이듬해 12월 사퇴했다.

### 생애 후반
1981년 한국 학술원 인문사회제4분과 회원에 선임되었다. 1981년 2월 법무부 정책자문위원, 1983년 다시 법무부 정책자문위원에 재위촉되고 1990년 법무부 형법개정 특별심의위원회 위원을 지냈다. 기타 이력으로는 1967년 4월부터 1년간 한국형사법학회 회장, 1960년부터 1973년까지는 고등고시 출제위원이었고, 1974년부터 1978년까지 한국법학원 이사 그 밖에는 새한합동법률사무소 변호사 등을 지냈다. 1996년 격암문화재단 이사장에 선임되었다.
2008년 공개된 민족문제연구소의 친일인명사전 수록예정자 명단 중 관료 부문에 선정되었다.

## 저서
- 형법강의 (총론) (경기문화사, 1958)
- 형사정책 (박영사 1962)
- 형법강의 (각론) (고려대학교 출판부, 1965)
- 형법강의 (총론) (박영사, 1975)
- 남흥우 수필집 (국학자료원, 1996)
- 현석 남흥우 산문집 (국학자료원, 1996)

### 논문
- 고려대학교 법률행정논집 제11집 - 남흥우 박사 회갑기념호 (고려대학교 출판부, 1973.6.)
- 공무원과 신형법, 재정 (1955)
- 후진국가에 있어서의 형법이론, 법제 (1957)
- 죄형법정주의에 대한 새로운 고찰, 고려대 법학논집 (1958)
- 고의에 관하여, 법정 (1961)
- 형법 제17조와 인과관계, 고시계 (1961)
- 부작위범, 법정 (1961)
- 범죄원인론으로서의 소질설과 환경설의 발전, 고시계 (1962)
- 범죄의 지역연구와 이의 예방책, 법정 (1962)
- 범죄의 집단화와 형법이론, 법정 (1962)
- 현대형사학상의 문제점, 사법행정 (1963)
- 한시법, 법정 (1963)
- 형벌의 본질, 법정 (1963)
- 내란죄의 요건, 고시계 (1963)
- 범죄의 집단화와 형법이론, 법제월보 (1963)
- 심리학적 범죄론, 법정 (1963)
- 보안처분의 개념과 그 통용의 전제조건, 고시계 (1963)
- 범죄의 도시화와 범죄지역연구, 법정 (1963)
- 문화와 범죄, 고시계 (1963)
- 전문증거, 법정 (1963)
- 형사학의 성립, 대상 및 한계, 법정 (1963)
- 가정과 범죄, 고시계 (1963)
- 교호신문제도, 법정 (1963)
- 법률의 착오, 고시계 (1964)
- 유기죄와 현행법 제18조, 사법행정 (1964)
- 장물죄의 본질, 사법행정 (1964)
- 각국입법례로 본 상습범인의 대책, 사법행정 (1964)
- 유전과 범죄, 사법행정 (1964)
- 내분비장해와 범죄, 법정 (1964)
- 정신병질자의 범죄와 이에 대한 치료 및 대책, 법정 (1964)
- 낙태죄, 법제월보 (1964)
- 형법상의 점유, 사법행정 (1964)
- 증거인멸죄, 법정 (1964)
- 원인에 있어서 자유로운 행위, 법정 (1964)
- 부작위범, 고시계 (1965)
- 사실의 착오와 불능범과 관계, 법정 (1965)
- 착오와 불능범, Fides (1965)
- 과실범과 형법상의 행위론, 법전월보 (1965)
- 형벌의 교육적 효과에 대한 비판, 교정 (1965)
- 간접정범, 법정 (1965)
- 주거침입죄, 고시계 (1965)
- 형법상의 은닉행위, 사법행정 (1965)
- 거증책임, 법정 (1965)
- 지능과 범죄, 법조 (1965)
- 보안처분과 범죄의 예방, 교정 (1965)
- 보호관찰제도의 적극화문제, 교정 (1965)
- 소년범죄의 본질과 대책, 법제월보 (1965)
- 사실의 착오와 불능죄와의 관계, 법정 (1965)
- 간접정범, 법정 (1965)
- 미필적 고의, 고시계 (1965)
- 상습범의 본질과 대책, 법제월보 (1965)
- 범죄에 대한 사회학적 고찰, 고대 60주년 기념논문집 - 사회학편 (고려대학교 출판부, 1965)
- 범죄실행행위가 아니고 죄를 범하는 경우, 사법행정 (1965)
- 공범과 신분, 사법행정 (1966)
- 중지범, 법정 (1966)
- 자유형과 보안문제, 교정 (1966)
- 범죄와 경제적 조건에 관하여, 교정 (1966)
- 위증죄, 고시계 (1966)
- 현대문명과 내일의 범죄전망, 교정 (1966)
- 중지범, 법정 (1966)
- 긴급피난에 대한 정당방위, 고시계 (1966)
- 고소의 추완, 고시계 (1966)
- 범죄의 도시집중화의 원인·생태 및 대책, 교정 (1967)
- 음란성과 예술의 자유, 법정 (1967)
- 국제법과 형법에서 본 간첩, 사상계 (1968)
- 일제의 한국침략에 있어서의 법규범과 그 적용에 관한 문제, 아세아연구 (고려대 아세아문제연구소, 1969)
- 표현범죄에 관한 연구 - 선동죄와 반공법 제4조 1항 위반죄의 위험성, 법률행정논집 제12집 (고려대 법률행정연구소, 1974)
- 도발에 의한 정당방위, 법률행정논집 제13집, (고려대 법률행정연구소, 1976)
- 형법학에 있어서 의사자유론, 송정 고희기념논총 (1982)
- 양심범의 문제, 고시계 (1989)
- 책임형법의 제문제, 학술원논문집 (1991)
- 책임형법의 제문제, 숭실대논문집:인문·사회과학 (1992)
- 위험범죄의 이론과 위험사회, 학술원논문집 (2002)

## 학위
- 1939년 3월 경성제국대학 법학과 졸업(형법학 전공), (법학학사)
- 1975년 5월 고려대학교 대학원 명예법학박사

## 상훈
- 1978년 9월 국민훈장 석류장
- 1983년 10월 대한민국학술원상

## 가족 관계
- 아내: 윤완구(尹琓求.1915년 10월 18일 ~ 2007년 3월 26일, 대통령 윤보선과 여흥민씨 민경숙의 첫째 딸)
  - 딸 : 남혜경(南惠卿, 1938년 3월 26일 ~ , 이화여대 졸)
  - 사위 : 강성욱(? - ?, 어학자, 고려대학교 불문학과 교수)
  - 아들 : 남기방(南基邦, 1941년 5월 19일 ~ , 린나이코리아 사원)
  - 며느리 : 최영진(서울대 농대 졸업)
  - 딸 : 남혜정(南惠貞, 1947년 4월 21일 ~ )
  - 사위 : 전봉수(건축사, 전우구조건축사무소 대표)
  - 아들 : 남기윤(南基潤, 1949년 6월 29일 ~ , 법학자, 독일 Bielefeld 대학교 법학박사, 광운대 교수, 광운대학교 법대 학장)
  - 며느리 : 임영수(이화여대 졸업)
- 장현조부:윤득실
- 장고조부: 윤취동
- 장증조부:윤영렬
- 장증조모:한진숙
- 장조부: 윤치소(尹致昭, 1871년 8월 25일 ~ 1944년 2월 20일, 호는 동야(東野))
- 장증조부:이재룡(또는 이봉하)
- 장조모: 이범숙(李範淑, 1876년 ~ 1969년 6월 18일, 본관은 전주, 호는 명사(明師))
  - 장인: 前 대통령 윤보선 (尹潽善 ,호는 해위(海葦), 1897년 8월 26일 - 1990년 7월 18일), 대한민국 제4대 대통령
- 장외조부: 민영철([[1864년 ~ 1912년)
  - 장모: 여흥 민씨 민경숙(驪興 閔氏, 1894년 ~ 1937년)
    - 처제 : 윤완희
    - 동서 : 신준호, 독립운동가 신규식의 아들
- 장외조부:공도빈
- 장외조모:방말순
  - 장모: 前 영부인 공덕귀(전 대한민국 제4대 대통령 영부인)[1]
    - 이복 처남 : 윤상구
    - 이복 처남 : 윤동구
- 사돈 : 민필호(독립운동가, 신규식의 사위, 신준호의 매부)

## 같이 보기
| - 윤보선 (장인어른) - 윤완구 (처) - 남상철 - 신규식 - 신채호 - 민필호 - 공덕귀 - 김준엽 - 윤상구 (처남) - 윤동구 (처남) | - 김병로 - 신중수 - 양은선 - 윤치영 (처작은할아버지) - 윤치호 (처당숙할아버지) - 이회창 |

## 참고 자료
- “남흥우(고려대 명예교수)씨 상배 외”. 기호일보. 2007년 3월 27일. 2007년 10월 30일에 확인함.
- 조용헌 (2005년 8월 1일). “[한국의 명가 명택 11] 서울 도심의 숨은 명당 ‘안국동 8번지’ - 해위(海葦) 윤보선(尹潽善) 고택”. 신동아. 533~549면. 2008년 3월 7일에 확인함. |제목=에 지움 문자가 있음(위치 1) (도움말)
- 남흥우 - 대한민국학술원